# Kinh tế Estonia
Estonia là một thành viên mới của WTO, có thu nhập cao, nền kinh tế thị trường hiện đại, có các mối quan hệ ngày càng chặt chẽ với phương Tây. Estonia gia nhập Liên minh châu Âu vào năm 2004. Estonia có trình độ công nghệ phát triển và nền kinh tế năng động, chuyển đổi nhanh. Sự phát triển kinh tế của các nước như Phần Lan, Thụy Điển và Đức có ảnh hưởng lớn đến kinh tế của Estonia vì đây là ba đối tác thương mại chính của nước này. Thâm hụt cán cân thanh toán hiện nay vẫn ở mức cao. Nền kinh tế Estonia có mức tăng trưởng rất cao, với 10% mỗi năm, đứng đầu trong Liên minh châu Âu.